# Масума аль-Мубарак
Масума аль-Мубарак (нар. 1947) — кувейтська політична діячка, науковиця, феміністка, перша міністерка уряду Кувейту, склала присягу 20 червня 2005 року. Докторка політичних наук.

## Біографія
У 1971 році Масума аль-Мубарак поїхала до США для здобуття вищої освіти. У 1976 році здобула магістерський ступінь в Університеті Північного Техасу. Пізніше здобула докторський ступінь в Денверському університеті. З 1982 року викладає політологію в Кувейтському університеті та очолює кафедру політичних наук.
Під час навчання у 1970-х аль-Мубарак зацікавилася фемінізмом та приєдналася до феміністичного руху. Вона веде щоденну колонку для газети «Аль-Анба». У 2002 році вона збирала підписи під петицією проти сегрегації за статтю або скасування спільного навчання в Кувейті.
У червні 2005 року Масума аль-Мубарак була призначена міністеркою планування та міністеркою адміністративного розвитку в уряді на чолі з прем'єр-міністром Сабахом Аль-Ахмедом Аль-Сабахом. Потім була призначена міністеркою комунікації, а у 2007 році – міністеркою охорони здоров’я. 25 серпня 2007 року пішла у відставку з посади міністерки охорони здоров'я після пожежі в лікарні в Джахрі, внаслідок якої загинули два пацієнти.
На парламентських виборах 2009 року в Кувейті Масума аль-Мубарак та ще три жінки увійшли до парламенту Кувейту.
У 2013 році вона знову балотувалася до парламенту, однак вибори програла, продовживши діяльність в комітеті законодавчих і юридичних питань.
У парламентських виборах 2016 року Масума аль-Мубарак участі не брала. Вона виступила політичною коментаторкою та повернулася до викладацької роботи.

## Особисте життя
Одружена, має 4 дітей.